# Odalisca

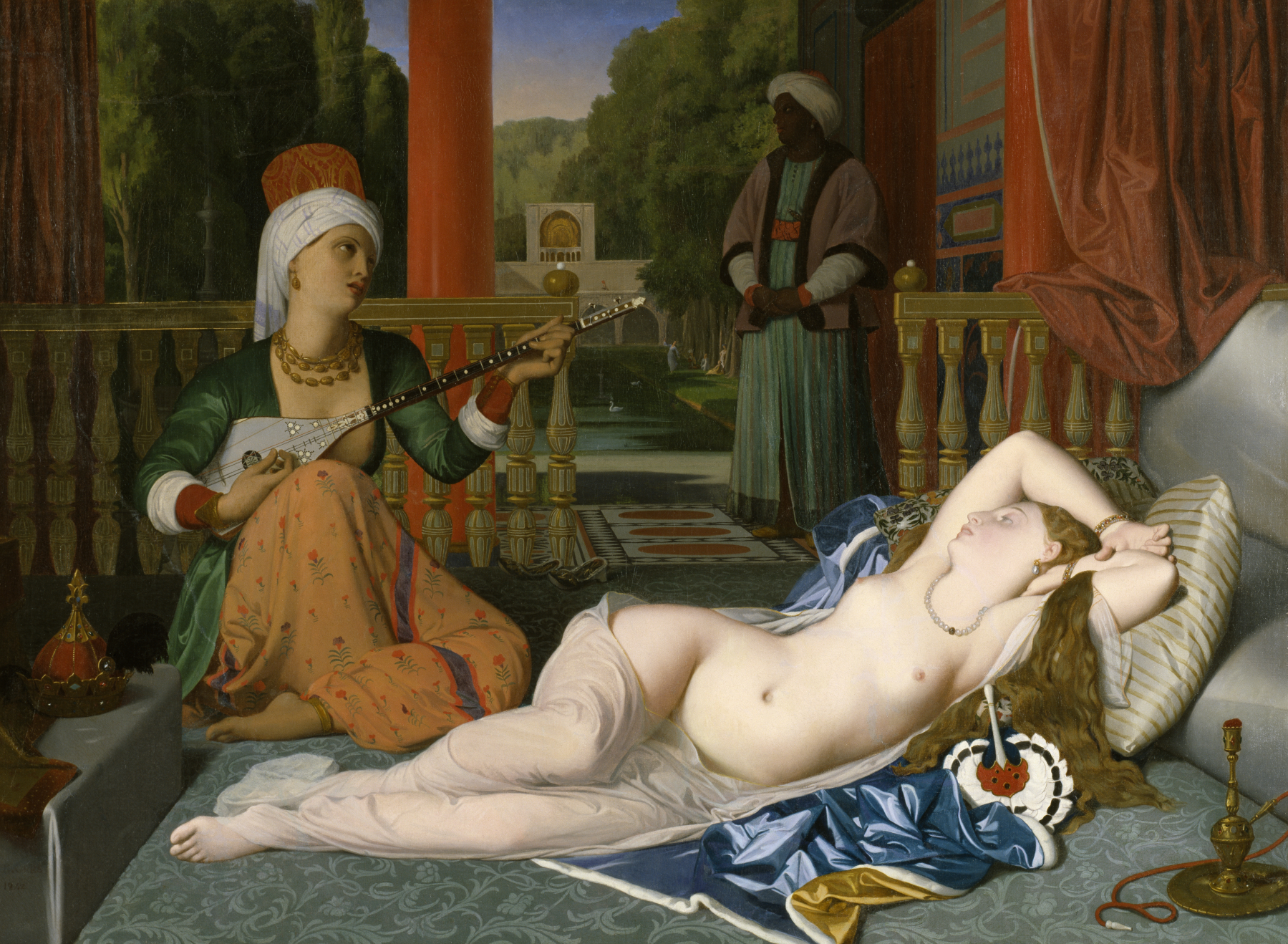
Interno di harem con odalisca di Jean-Auguste-Dominique Ingres, dipinto nel 1842

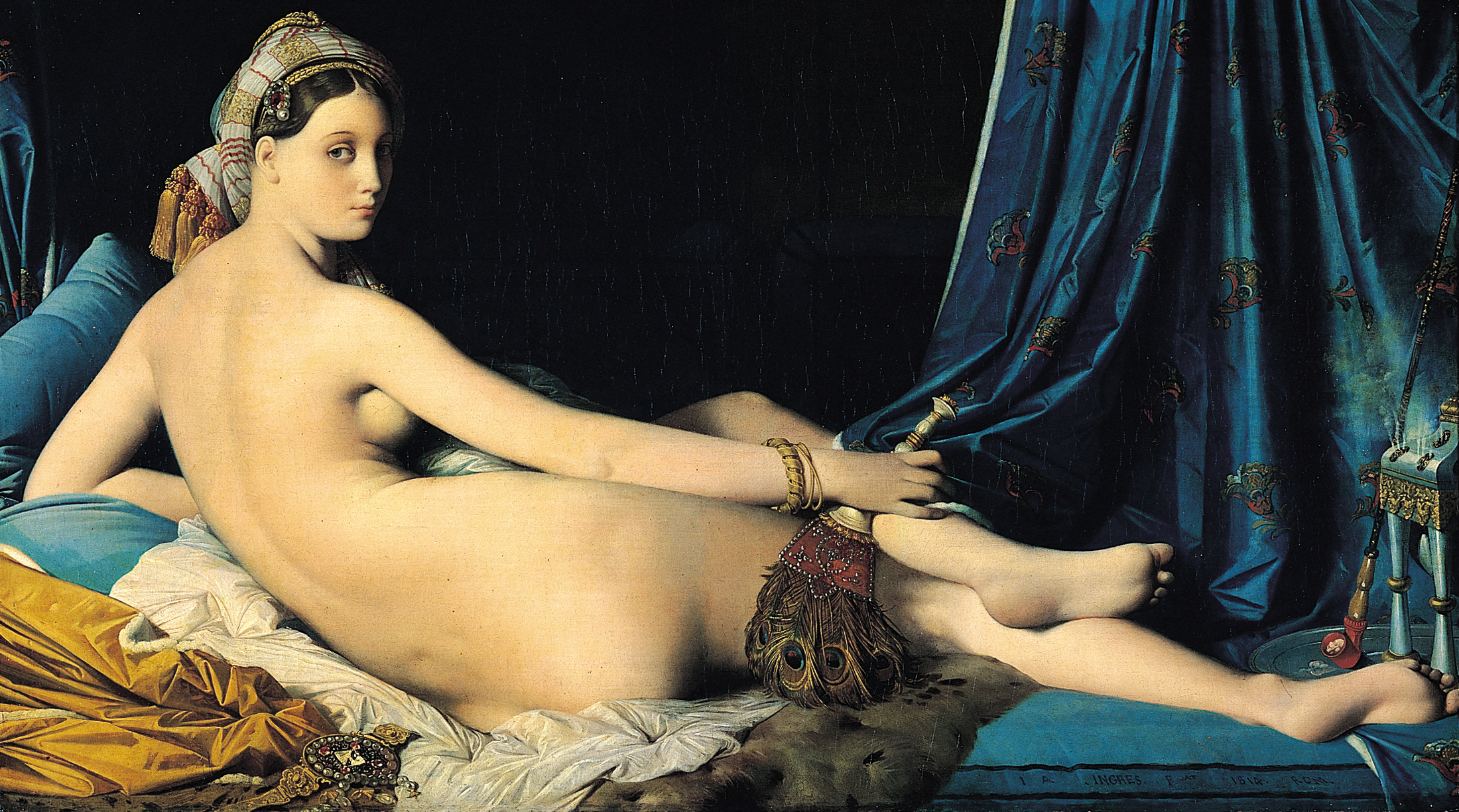
La grande odalisca, opera di Jean-Auguste-Dominique Ingres, celebre artista della corrente del neoclassicismo

Un'odalisca era una schiava vergine, che poteva poi divenire concubina o sposa nei serragli dell'Impero ottomano. La maggior parte di loro era parte degli harem dei sultani turchi.

## Etimologia
La parola deriva dal turco odalık, che significa cameriera, domestica (da oda, camera).

## Status
L'odalisca non era una concubina dell'harem, ma poteva diventarlo. Le odalische erano alla base della scala sociale dell'harem, servendo non il sultano, ma piuttosto le sue mogli e concubine, come domestiche personali. Le odalische erano solitamente schiave donate al sultano, sebbene alcune famiglie georgiane e caucasiche spingessero le figlie ad entrare nei serragli come odalische, sperando che diventassero poi concubine o mogli del sultano.

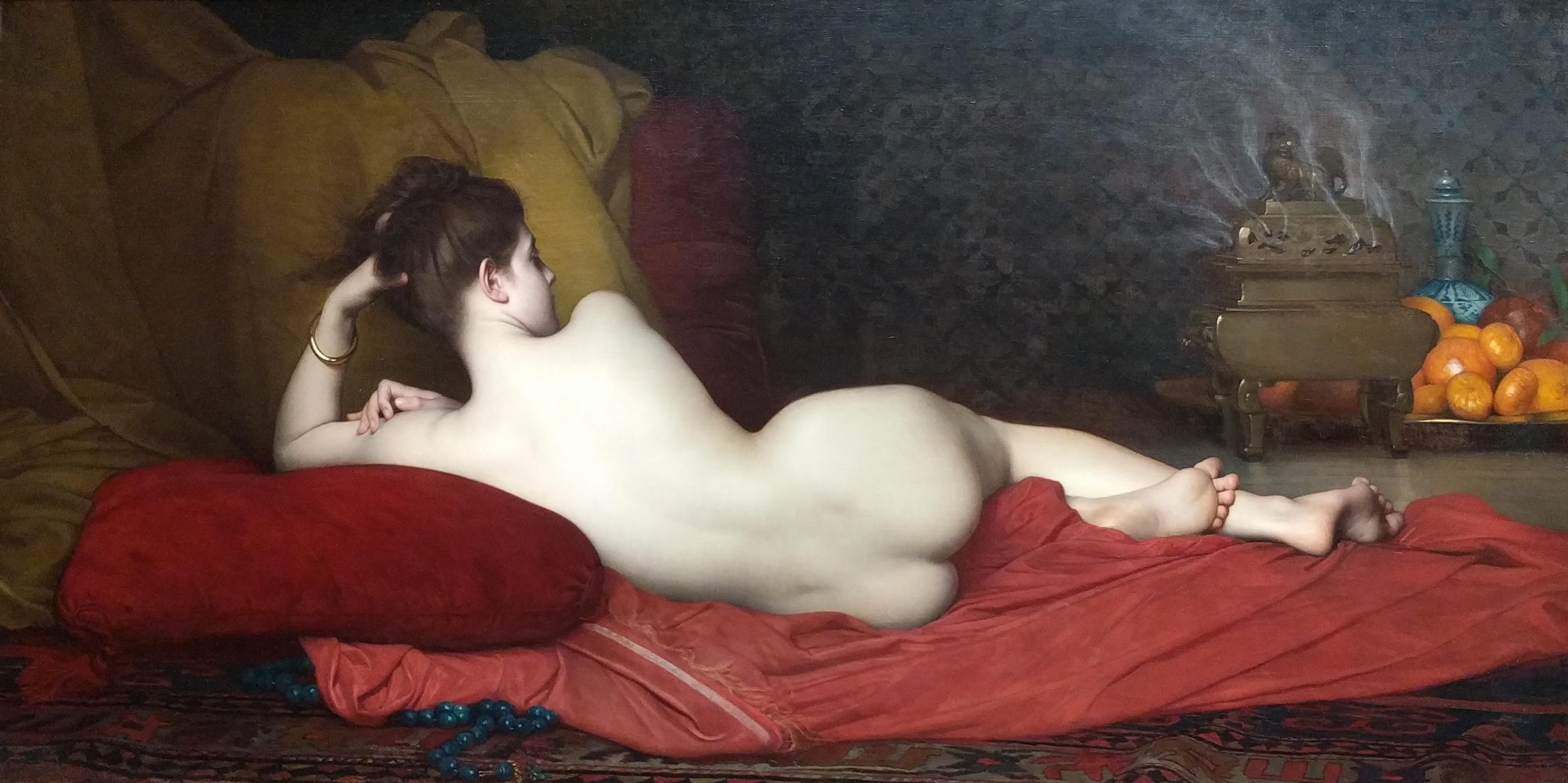
Odalisca, dipinta da Jules Joseph Lefebvre (1874)

## Uso recente
Nell'uso popolare, la parola odalisca si riferisce spesso (piuttosto inappropriatamente, data la natura verginale di queste schiave) ad amanti o concubine di ricchi uomini.
Nella cultura occidentale durante il diciannovesimo secolo, le odalische divennero figure comuni fantastiche nella pittura orientalistica, venendo raffigurate in molti quadri erotici del tempo.